# Melchior Wańkowicz
Melchior Wańkowicz (n. 10 ianuarie 1892, Kaliužyca⁠(d), Belichany Volost⁠(d), gubernia Minsk⁠(d), Imperiul Rus – d. 10 septembrie 1974, Varșovia, Polonia) a fost un scriitor, jurnalist, reporter și publicist polonez. 

## Creații pentru tineri
- Dlaczego żołnierz polski wkracza na Litwę i Białoruś (1919) – pseud. Jerzy Łużyc
- Moskal – twój wróg / Moskal - inamicul tău (1919) – pseud. Jerzy Łużyc
- Jak naród sobą rządzi? Parlament i posłowie. Gabinet ministrów. Prezydent Państwa: Konstytucja i Sejm (1919)
- Strzępy epopei (1923)
- O małej Małgosi (1924) – poveste pentru copii
- Jak Kulusia żabki poznała (1925) – poveste pentru copii
- O Małgosi, świneczce, króliczku, muszce i o niegrzecznym piesku (1925) – poveste pentru copii
- Kaźń Mikołaja II oraz członków rodziny Romanowych (1925) – pseud. Jerzy Łużyc
- Szpital w Cichiniczach / Spitalul din Cichinicza (1926)
- W kościołach Meksyku (1927)
- Szczenięce lata (1934)
- Opierzona rewolucja (1934)
- Na tropach Smętka (1936)
- Judym w stopniu służbowym (1937)
- Mała Naścia ślepnie na jaglicę (1937)
- Wielka Niedźwiedzica świeci w oknie więzienia (1937)
- Okazało się, że kalam gniazdo (1937)
- COP (1937)
- Sztafeta / Ștafeta (1939)
- Te pierwsze walki (1940) – locul publicării București
- Z generałem Sosnkowskim (1940) – pseud. Jerzy Łużyc, locul publicării București
- De Profundis (1943) – locul publicării Tel Aviv
- Wrześniowym szlakiem (1943) – pseud. Jerzy Łużyc, locul publicării Jerozolima
- Dzieje rodziny Korzeniewskich (1944) – locul publicării New York și Roma
- Bitwa o Monte Cassino (1945-1947) – locul publicării Milano
- Monte Cassino (1945) – locul publicării Edinburg
- Wrzesień żagwiący (1947) – locul publicării Londra
- Kundlizm (1947) – locul publicării Roma-Londra
- Klub trzeciego miejsca (1949) – locul publicării Paris
- Ziele na kraterze (1950) – locul publicării New York
- Polacy i Ameryka (1952) – locul publicării Londra
- Tworzywo (1954) – locul publicării New York
- Było to pod Monte Cassino (1954) – locul publicării Londra
- Drogą do Urzędowa (1955) – locul publicării New York
- Monte Cassino (1959) – wydanie krajowe, okrojone
- Westerplatte (1959)
- Hubalczycy (1959)
- Tędy i owędy (1961)
- Walczący Gryf (1964)
- Prosto od krowy (1965)
- Jak mądry puchacz tańczył trojaka (1967) – poveste pentru copii
- Atlantyk – Pacyfik / Atlantic - Pacific (1967)
- Zupa na gwoździu (1967)
- Królik i oceany (1968)
- Szkice spod Monte Cassino, vol. 143 serii wydawniczej Omega (1969)
- W pępku Ameryki (1969)
- Od Stołpców po Kair (1969)
- Przez cztery klimaty (1972)
- Karafka La Fontaine’a, t. 1 (1972)
- Wojna i pióro (1974)
- Anoda i katoda / Anodul și catodul (1980-1981) – pośmiertnie
- Karafka La Fontaine’a, t. 2 (1981) – pośmiertnie